# Avro York
Die Avro 685 York war ein viermotoriges Passagier- und Transportflugzeug der Zeit des Zweiten Weltkrieges aus britischer Produktion. Es gab sowohl zivile als auch militärische Versionen. Die York flog erstmals am 5. Juli 1942.

## Geschichte
Die Tragflächen und das Leitwerk des Schulterdeckers stammten von der Avro Lancaster. Da die „York“ einen viel größeren und tieferen Rumpf besaß, musste ein zusätzliches Seitenleitwerk eingebaut werden.
Die erste fabrikneue zivile Variante der York wurde 1944 an die BOAC geliefert.
Viele RAF-Maschinen wurden nach der Ausmusterung zivil weiterverwendet. Während der Berliner Blockade 1948/49 flogen die Yorks über 58.000 Einsätze, was etwa die Hälfte der britischen Lieferungen nach West-Berlin ausmachte. Den Rest bestritten hauptsächlich Douglas DC-3 und Handley Page Hastings.

## Sonderversionen

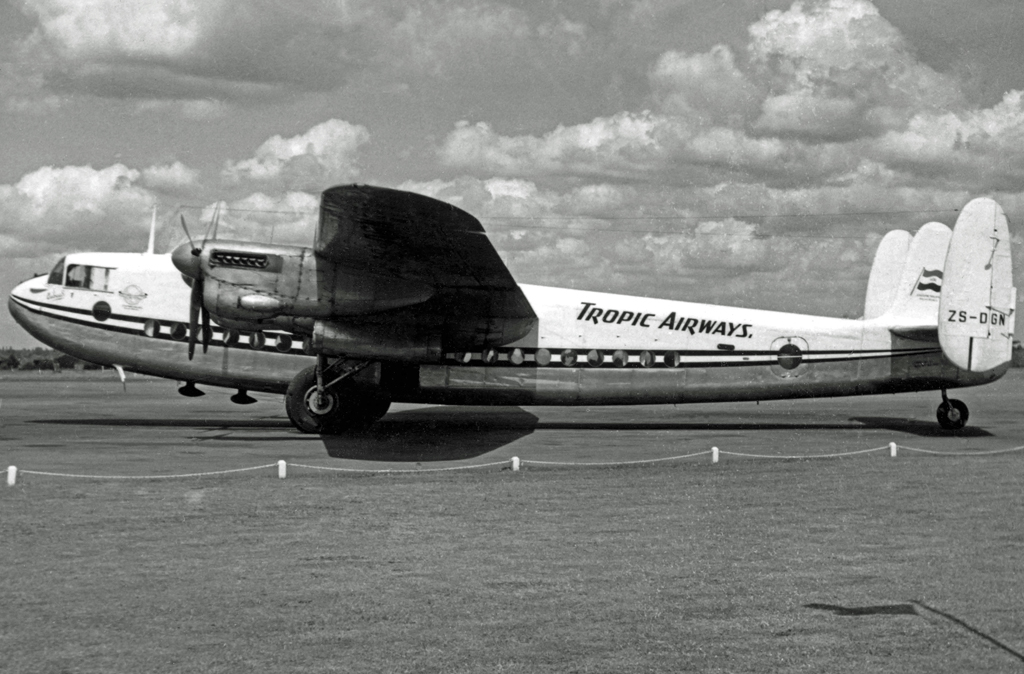
Die Avro 685 York (ZS-DGN) der Tropic Airways, die von Kurt Kaye geflogen wurde

- Die dem südafrikanischen Premierminister und Feldmarschall Jan Smuts zur Verfügung gestellte York wurde nach seiner Amtszeit von der Tropic Airways für Flugreisen zwischen Johannesburg und Amsterdam bzw. London eingesetzt.

- Die Avro York „Ascalon“ (RAF-Seriennummer LV633) war die Konferenzmaschine von Winston Churchill. Das Flugzeug war luxuriös mit Telefon, Bar und kleiner Bibliothek ausgestattet. Um dem VVIP (Very Very Important Passenger) die Unannehmlichkeiten der Verwendung einer Sauerstoffmaske in größeren Höhen zu ersparen, war für diese Maschine der Einbau eines Druckbehälters geplant. In dem Behälter sollte Churchill die Flugphasen über 8000 Fuß (2430 m) auf einer Dunlopillo-Matratze verbringen. Der aus Aluminium hergestellte Druckkörper hatte ein zylindrisches Mittelteil und halbkugelförmige Endstücke. Die Länge betrug 2,24 m, der Durchmesser innen war 1,22 m. In der aufklappbaren oberen Hälfte waren acht Perspex-Fenster eingebaut. Der Behälter wurde erfolgreich bei Avro getestet, aber aus Zeitgründen nicht eingebaut. Später sollte sie in einer Douglas C-54B, dem Nachfolgeflugzeug der „Ascalon“ eingebaut werden. Diese Pläne wurden jedoch im Mai 1945 aufgegeben.[1] Churchill flog mit der Maschine unter anderem 1943 zur Teheran-Konferenz.[2]

- Die „Endeavour“ genannte York mit dem RAF-Kennzeichen MW140 flog im März 1945 nach Australien und wurde das persönliche Flugzeug des Duke of Gloucester, dem Generalgouverneur von Australien. Es war die einzige Maschine dieses Typs im Dienst der Royal Australian Air Force.

- Eine andere York wurde von Lord Mountbatten als Vizekönig von Indien benutzt.

## Produktionszahlen
Die York wurde in Großbritannien bei in den Avro-Werken Ringway, Yeadon und Woodford gebaut. Victory Aircraft in Toronto baute die einzige kanadische York. Gebaut wurden 208 militärische und 50 zivile York.
Zur militärischen Produktion von 204 Stück für die Royal Air Force sind die vier Prototypen hinzuzuzählen: LV626 Erstflug 5. Juli 1942, LV629 Erstflug 20. Februar 1944, LV633 Erstflug 26. März 1943, LV639 Erstflug 8. April 1944.
Zivile Lieferungen fabrikneuer Flugzeuge:
- 30 BOAC: fünf C.I (1944), zwölf PCF (Passenger cum Freight) (1945) und dreizehn PCF (1946), zusammen also 30 York. Die BOAC verwendete in der Nachkriegszeit die York für Flüge von Kairo nach Durban, die vorher mit Short-Flugbooten durchgeführt worden waren.
- 12 British South American Airways (BSAA), geliefert 1946
- 03 Skyways Limited: zwei C.I (1946) und eine C.I (1944), also drei York
- 05 Flota Aérea Mercante Argentina (FAMA) fünf York (1946) (Version „24-seater“).[4]

Damit ergibt sich eine Gesamtproduktion von 258 York inklusive der vier Prototypen.

## Nutzung

### Zivile Nutzer
Außer von den oben genannten Erstbetreibern wurde die York von anderen Betreibern genutzt.
Weitere zivile Nutzer in Großbritannien waren unter anderem Eagle Aviation, Dan-Air und Scottish Airlines.
In Kanada wurde sie von Arctic Wings, Associated Airways, Maritime Central Airways, Pacific Western Airlines, Spartan Air Services und Transair Canada genutzt.
Im sonstigen Ausland wurde die York unter anderem von Trans Mediterranean Airways, Air Liban und Middle East Airlines aus dem Libanon eingesetzt.
Die letzten Maschinen wurden 1964 bei Dan-Air und Skyways Limited außer Dienst gestellt.

### Militärische Nutzer
Die Militärversionen kamen außer in Großbritannien in Australien, Frankreich und Südafrika zum Einsatz.
 Australien
- Royal Australian Air Force

 Frankreich
- Armée de l’air
- Aéronavale

 Südafrikanische Union
 Vereinigtes Königreich
- Royal Air Force

Die Royal Air Force nutzte die York unter anderem für Transportflüge nach Indien.

## Zwischenfälle
Von 1945 bis zu den letzten Flügen im Jahr 1964 kam es zu 87 Totalverlusten von Avro York. Bei 28 davon kamen insgesamt 242 Menschen ums Leben.

## Technische Daten

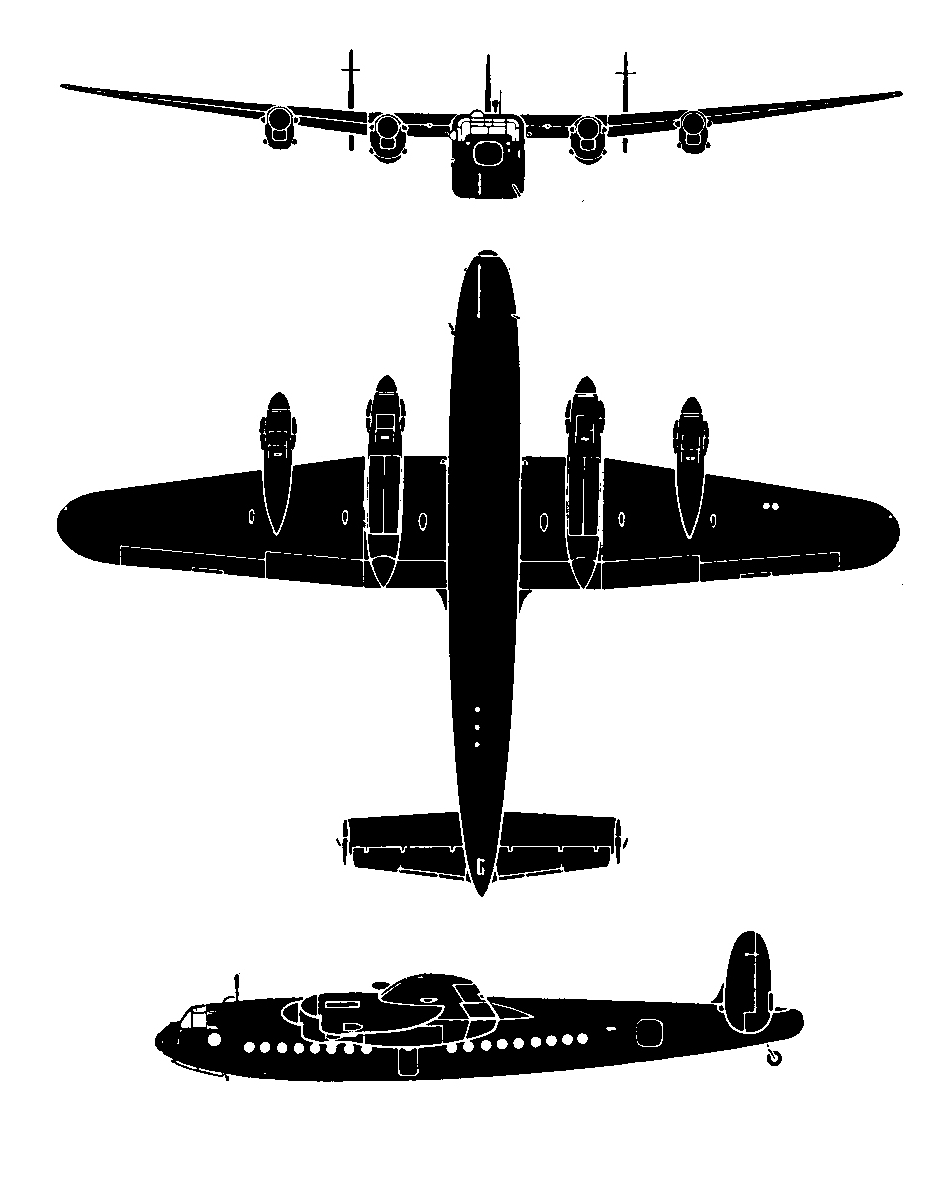
Dreiseitenansicht

| Kenngröße             | Daten                                                    |
| --------------------- | -------------------------------------------------------- |
| Besatzung             | 5                                                        |
| Passagiere            | 24                                                       |
| Länge                 | 23,9 m                                                   |
| Spannweite            | 31,1 m                                                   |
| Höhe                  | 5 m                                                      |
| Flügelfläche          | 111,9 m²                                                 |
| Flügelstreckung       | 8,6                                                      |
| Leermasse             | 15.060 kg                                                |
| Startmasse            | 29.480 kg                                                |
| Antrieb               | vier Rolls-Royce Merlin XX V-12 mit je 1.280 PS (950 kW) |
| Höchstgeschwindigkeit | 479 km/h in 6.400 m Höhe                                 |
| Dienstgipfelhöhe      | 7.010 m                                                  |
| Reichweite            | 4.830 km                                                 |

## Erhaltene Exemplare
Zwei nicht flugfähige Flugzeuge sind ausgestellt. Eines steht in der RAF Cosford Collection und das andere im Imperial War Museum Duxford. Beide sind vom Typ York C.1.